# Gradski stadion
Gradski stadion est un stade de football situé à Banja Luka, en Bosnie-Herzégovine. Il a une capacité de 12 000 places dont 9 730 assises. Il est le stade du FK Borac Banja Luka.